# Brandklipparen
Brandklipparen var Karl XII:s häst. 
Brandklipparen föddes troligtvis i början av 1690-talet. Namnet "klippare" antyder att det rörde sig om en livlig, mindre häst av nordisk typ. Hästen ska ha ridits av Karl XI, när denne ledde släckningsarbetet vid större eldsvådor i Stockholm, därav namnet Brandklipparen.  Brandklipparen blev sedan Karl XII:s häst.
Brandklipparen följde med på Karl XII:s fälttåg under det Stora nordiska kriget. Hästen blev stulen vid Kalabaliken i Bender år 1713, men återbördades av turkarna. Brandklipparen försvann sedan i samband med Belägringen av Stralsund år 1715, men köptes tillbaka av Karl XII.
Brandklipparen var tillsammans med Karl XII när kungen upprättade sitt högkvarter i Lund år 1716. Karl XII hade slutligen återvänt till Sverige i december 1715. Kungen hade då inte varit hemma i riket på hela 15 år. Som bas för högkvarteret i Lund valde Karl XII ett hus i korsningen mellan Stora Södergatan och Svanegatan. Huset ägdes av teologiprofessor Martin Hegardt. Till huset hörde också två stallbyggnader. I en av stallbyggnaderna fick Brandklipparen sitt bås. Kungens betjänt, taffeltäckare Johan Hultman, skriver i sina memoarer att fastän Brandklipparen vid denna tid var "tämligen gammal och grå gjorde han ändå sin vanliga compliment för Hans Majestät och följde efter varest Hans Majestät gick".
Brandklipparen avled slutligen i Lund år 1716. Vid en utgrävning i Lund år 1979 hittades ett hästskelett vid Stora Tvärgatan i kvarteret Gärdet. Hästskelettet hade begravts med ovanligt stor omsorg. Stratigrafin visade att graven grävts långt efter medeltiden. Skelettet kan ha  ha tillhört Brandklipparen.

## Mytomstpunnen häst
Brandklipparen är en mytomspunnen häst.  Olika källor gör gällande olika uppgifter om hästens ursprung och levnad. 
Enligt en källa ska Brandklipparen ha varit en import från andra sidan Östersjön och sannolikt ha hetat Falck eller Equus Oeselinsis (Öselhästen). "Klippare" var en beteckning för de småvuxna men starka och uthålliga hästar som producerades i Norden.
Brandklipparen är titeln på en dikt i diktsamlingen Svenska bilder av Carl Snoilsky. Enligt Snoilsky var Brandklipparen involverad redan i Slaget vid Lund år 1676. Under slaget blev Karl XI:s häst Brillant dödad. Skyndsamt ska en ny häst ha skaffats fram. Hästen var av bonderas, men visade sig både tapper och trofast.
Denna häst ska sedan ha fått namnet Brandklipparen, efter att framgångsrikt ha burit Karl XI under en eldsvåda i Stockholm. Efter Karl XI:s död blev Brandklipparen Karl XII:s häst. Enligt legenden ska Brandklipparen ha blivit över 40 år gammal. Det är emellertid troligt att namnet Brandklipparen gick  i arv och att det rör sig om åtminstone två olika hästar.

## Sägen

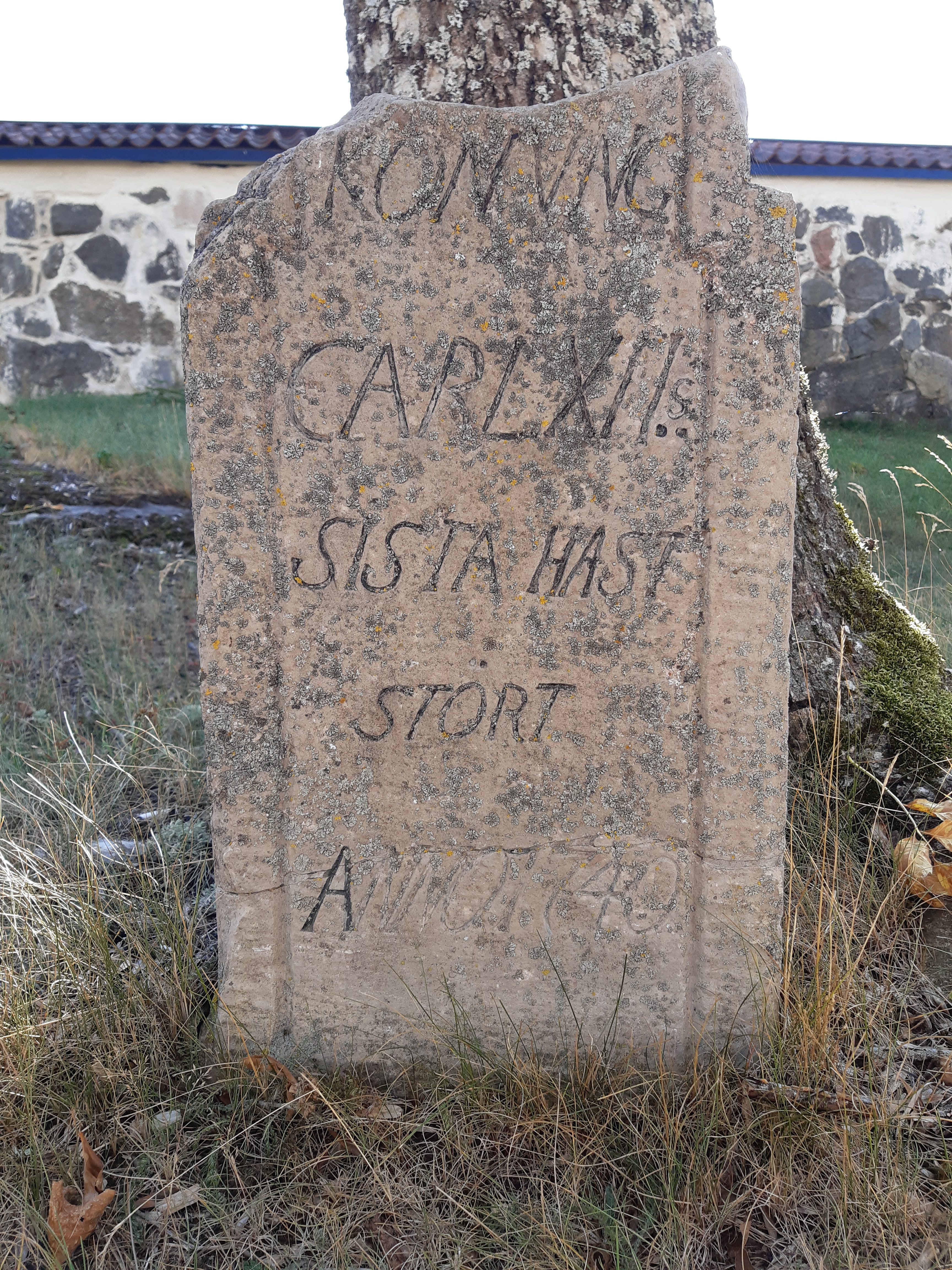
Karl XII:s sista hästs gravsten, Ängsön, Västmanland.

En minnessten över Karl XII:s sista häst står utanför kyrkogårdsmuren vid Ängsö kyrka och Ängsö slott i Västmanland. 
Slottet har påståtts vara utsatt för spökerier och en sägen berättar: Ett av spökena är den puckelryggige hovnarren Anders Luxemburg, vilken var en av de sista som såg Karl XII i livet. 
När Karl XII:s likfärd från Norge till Stockholm stannade till vid Målhammar intill Sagån, tog Anders Luxemburg med sig Karl XII:s häst Brandklipparen  till Engsö slott där hovnarren tog tjänst. 
En natt år 1740 stod hästen i stallet och blev mycket upprörd av någon anledning, och när stallfolket öppnade stallporten slet sig Brandklipparen och sprang rakt in i en mur och dog.